# ベインブリッジ (DD-1)
|          |                                      |
| 艦歴     |                                      |
| 発注     |                                      |
| 起工     | 1899年8月15日                        |
| 進水     | 1901年8月27日                        |
| 就役     | 1903年2月12日                        |
| 退役     | 1919年7月3日                         |
| その後   | スクラップとして廃棄                 |
| 除籍     |                                      |
| 性能諸元 |                                      |
| 排水量   | 420トン                              |
| 全長     | 250 ft (76 m)                        |
| 全幅     | 23.7 ft (7.2 m)                      |
| 吃水     | 9.5 ft (2.9 m)                       |
| 機関     |                                      |
| 最大速   | 29ノット (54 km/h)                   |
| 乗員     | 士官、兵員75名                       |
| 兵装     | 3インチ砲2門、 18インチ魚雷発射管2門 |

ベインブリッジ (USS Bainbridge, Destroyer No. 1/DD-1) は、アメリカ海軍の駆逐艦。ベインブリッジ級駆逐艦の1番艦。艦名はウィリアム・ベインブリッジ代将に因む。その名を持つ艦としては2隻目。

## 艦歴
ベインブリッジは1899年8月15日にペンシルベニア州フィラデルフィアのネーフィー・アンド・レヴィー・シップ・アンド・エンジン・ビルディング社で起工、1901年8月27日にバートラム・グリーン夫人（ベインブリッジ代将の曾孫）によって進水し、1902年11月24日に予備役のまま艦長ジョージ・ワシントン・ウィリアムズ大尉の指揮下バージニア州ノーフォークに曳航された。就役は1903年2月12日であった。 
ベインブリッジは12月23日にフロリダ州キーウェストを出航し、スエズ運河を経由してフィリピンに向かい、1904年4月14日にカヴィテに到着した。1904年から1917年までベインブリッジはアジア艦隊第1水雷小艦隊に所属し、1907年1月17日から1908年4月24日までと1912年4月24日から1913年4月までの期間は予備役にあった。
1917年8月1日にベインブリッジはカヴィテを出航してエジプトのポートサイドに向かい。その地でポートサイドで9月25日にアメリカ偵察部隊第2戦隊に合流した。1918年7月15日まで偵察および船団護衛任務に従事し、その後帰国の途に就いた。サウスカロライナ州チャールストンに8月3日到着し、艦隊と共に大西洋岸沿いで活動した後1919年7月3日にフィラデルフィアで退役した。ベインブリッジは1920年1月3日に売却されスクラップとして解体された。